# Polyplax myotomydis
Polyplax myotomydis är en insektsart som beskrevs av Johnson 1960. Polyplax myotomydis ingår i släktet Polyplax och familjen ledlöss. Inga underarter finns listade i Catalogue of Life.